# Larrabee (informatique)
Pour les articles homonymes, voir Larrabee (homonymie).

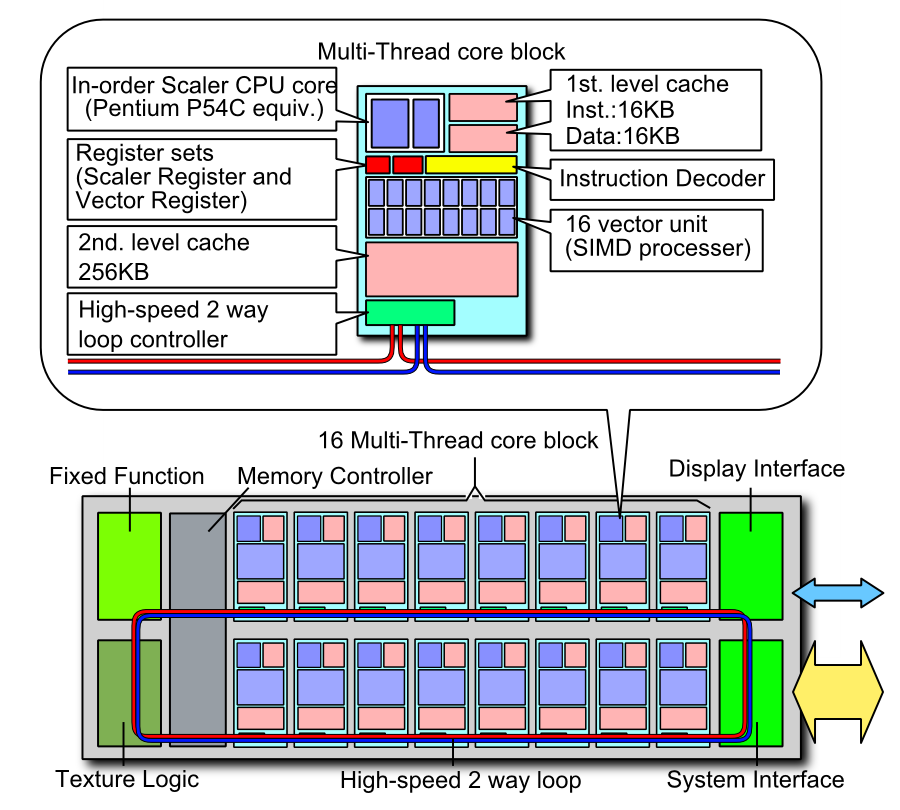
Schéma de l'architecture GPU Larrabee.

Le projet Larrabee d'Intel fut la réaction à l'importance croissante des processeurs graphiques (GPU) dans le domaine du calcul générique. Cette carte fille a été annoncée en 2008, et fut quasiment abandonnée en décembre 2009 et définitivement pour le grand public en mai 2010. Auparavant, les GPU étaient principalement ou uniquement dédiés au calcul graphique, c'est-à-dire à l'affichage d'objets 3D à l'écran sous forme de triangles. Depuis l'arrivée de Cg puis Cuda de NVIDIA, Close to Metal, et enfin OpenCL auquel tous les fabricants de processeurs participent, les processeurs dédiés, qui se destinaient principalement au jeu vidéo et à la conception assistée par ordinateur, ont commencé à mordre sur le marché des calculateurs haut de gamme, voire très haut de gamme, pour toutes sortes d'applications. 
Ce projet se concrétisera par une carte de calcul avec sortie vers écran. Cette carte fait l'affichage et d'autres calculs. C'est donc une carte vidéo et coprocesseur.

## GPGPU
Jusqu'à récemment, le microprocesseur (CPU) central, chef d'orchestre de l'ordinateur personnel, traitait la plupart des opérations lourdes en calcul comme les simulations physiques, le rendu hors-ligne pour les films, les calculs de risques pour les institutions financières, la prévision météorologique, l'encodage de fichier vidéo et son, etc. Intel, avec ses 80 % de parts de marché sur les CPU, dominait donc très largement tous les besoins en calcul et pouvait en extraire de substantielles marges. Certains de ces calculs lourds sont cependant facilement parallélisables et peuvent donc bénéficier d'une architecture pensée pour le calcul parallèle. La plupart des architectures parallèles étaient lourdes, chères et s'adressaient à un marché de niche. Ceci jusqu'à ce que le GPU s'impose comme un acteur important du calcul parallèle. Le GPU est un produit grand public avec une large diffusion grâce aux débouchés des jeux vidéo, ce qui permet d'en réduire les coûts par rapport à une architecture trop spécialisée. Une architecture relativement bon marché et taillée pour le calcul parallèle au point d'afficher des performances parfois supérieure à 2000 % par rapport à un CPU haut de gamme de dernière génération.

## Stratégie d'Intel avec Larrabee
Le but d'Intel avec Larrabee est donc multiple. En premier de rendre le GPU obsolète, avec une architecture taillée pour le calcul parallèle, mais poussée auprès des développeurs comme un nouveau processeur compatible x86, donc relativement familier par rapport au GPGPU et surtout beaucoup plus flexible. Regagner l'avance théorique qu'ont les GPU actuels dans le domaine du calcul générique pour que le produit vendu soit toujours un produit Intel et pas celui de ses concurrents.

## Évolution
La première version, dotée de 32 cœurs en 45 nm à 2 GHz, 8 Mio de cache, ne sortira pas dans le public.
Elle est en effet trop peu puissante, en capacité de calcul, et ne servira qu'aux tests des développeurs.
La deuxième version, initialement prévue comme "finale publique", devait comporter 64 cœurs en 32 nm à 2 GHz, 16 Mio de cache. (Sauf si la puissance électrique disponible ne le permet pas.)
Une autre source cite 80 cœurs.
La troisième version remplacera les versions initiales pour la sortie publique par manque de puissance de calcul et retard des versions 1 et 2.
Cette version sera finalement limitée au rôle de calcul haute performance pour des développements internes et externes.

## Note
Larrabee aurait été fourni avec des drivers supportant le rendu par les API Direct Compute (en), OpenCL, DirectX et OpenGL (cela aurait été nécessaire pour faire face à la concurrence et remplacer les autres cartes 3D). D'autres compagnies auraient pu développer des logiciels tirant parti de cette architecture s'ils le désirent (des applications "natives" comme 6 jeux qui devaient sortir à Noël 2009), mais ces applications n'auraient pas été fournies avec les cartes Larrabee.

## Abandon du projet
Ne pouvant obtenir des performances en rapport avec la concurrence des cartes graphiques existantes et subissant des difficultés avec l'élaboration des drivers, Intel réserve le projet aux cartes de calcul massif pour les supercalculateurs (projet Knights Ferry), au lieu des cartes graphiques destinées aux particuliers.
Le 11 avril 2011, Intel annonce l'architecture Many Integrated Core, dérivée des travaux du projet Larrabee, et qui consiste en une carte PCI Express spécialisée dans le calcul parallèle. Annoncée en mai 2010, la puce Knights Corner exploitant cette architecture contient 50 cœurs x86. Intel prévoit qu'une centaine de développeurs évalueront cette technologie d'ici fin 2011.
Baptisée Xeon Phi,, cette carte PCI Express devrait être produite en masse d'ici la fin de l'année 2012. Les prototypes produits en août 2012 possèdent 61 cores x86 (dérivés du Pentium mais avec des unités SIMD) fonctionnels à plus de 1 GHz et 8 Go de mémoire. La puissance de calcul atteindrait 1 téraFLOPS en double précision.